# Joegoslavisch leger
Het Joegoslavische leger (Servisch: Војска Југославије - ВЈ, Vojska Jugoslavije - VJ) bestond tussen 20 mei 1992 en 4 februari 2003 en was de krijgsmacht van de Federale Republiek Joegoslavië. Het werd gecreëerd uit de overblijfselen van het Joegoslavische Volksleger. Het Joegoslavische leger bestond uit grondtroepen, luchtmacht en -defensie en marine.

Na de vorming van de federatie tussen Servië en Montenegro werd de naam veranderd in de Krijgsmacht van Servië en Montenegro. De grootste gevechten van het Joegoslavische leger vonden plaats in Kosovo en in de vuurlinies tijdens de NAVO-bombardement op de Servische Republiek in 1999.
Sloveense Oorlog (1991) · Kroatische Oorlog (1991-95) · Bosnische Burgeroorlog (1992-95) · Kroatisch-Bosniakse Oorlog (1992-94) · Kosovo-oorlog (1998-99) · Operatie Allied Force (1999) · Conflict in de Preševo-vallei (2001) · Macedonisch conflict (2001)